# Илиман Ндиайе
Илима́н Шейх Баруа́ Ндиа́йе (на френски: Iliman Cheikh Baroy Ndiaye) е сенегалски футболист, играещ като нападател за английския Евертън и националния отбор на Сенегал. 